# منطقه لیما
منطقه لیما (به اسپانیایی: Lima Region) یک منطقه در پرو است.
مساحت این منطقه ۳۲۱۲۹٫۳۱ کیلومتر مربع و جمعیت آن ۸۰۰۵۸۸ نفر است.